# Give Up (album)
Give Up è il primo album in studio del gruppo musicale The Postal Service, pubblicato il 18 febbraio 2003 dalla Sub Pop Records.
Negli Stati Uniti l'album ha raggiunto il 114º posto nella Billboard 200 (la classifica dei 200 album discografici e EP più venduti negli Stati Uniti) vendendo oltre 650 000 copie.

## Tracce
1. The District Sleeps Alone Tonight – 4:44
2. Such Great Heights – 4:26
3. Sleeping In – 4:21
4. Nothing Better – 3:46
5. Recycled Air – 4:29
6. Clark Gable – 4:54
7. We Will Become Silhouettes – 5:00
8. This Place Is a Prison – 3:54
9. Brand New Colony – 4:12
10. Natural Anthem – 5:07